# Gmina Otterup
Gmina Otterup (duń. Otterup Kommune)  była w latach 1970-2006 (włącznie) jedną z gmin w Danii w okręgu Fionii (Fyns Amt).
Siedzibą władz gminy było miasto Otterup.
Gmina Otterup została utworzona 1 kwietnia 1970 na mocy reformy podziału administracyjnego Danii. Po kolejnej reformie w 2007 r. weszła w skład gminy Nordfyn.

## Dane liczbowe
- Liczba ludności: (♀ 5585 + ♂ 5388) = 10 973
  - wiek 0-6: 8,5%
  - wiek 7-16: 13,5%
  - wiek 17-66: 63,4%
  - wiek 67+: 14,7%
- zagęszczenie ludności: 65,3 osób/km² (2004)
- bezrobocie: 5,2% osób w wieku 17-66 lat
- cudzoziemcy z UE, Skandynawii i USA: 64 na 10 000 osób
- cudzoziemcy z krajów Trzeciego Świata: 142 na 10 000 osób
- liczba szkół podstawowych: 6 (liczba klas: 63)